# Tree Island (Neuseeland)
Tree Island ist eine Insel im Lake Wakatipu, in der Region Otago, auf der Südinsel von Neuseeland.

## Geographie
Die Insel befindet sich im nördlichen Arm des Lake Wakatipu, rund 23 km nordwestlich von Queenstown entfernt. Mit einer Nordnordwest-Südsüdost-Ausrichtung erstreckt sich die Insel über eine Länge von rund 275 m und einer maximalen Breite von rund 65 m in Ost-West-Richtung. Damit dehnt sich Tree Island über eine Fläche von rund 1,4 Hektar aus. Die bewaldete Insel ist etwas höher als 320 m über dem Meeresspiegel und erhebt sich damit etwas über 20 m aus dem See.
Die östlich befindliche Nachbarinsel Pig Island/Mātau erstreckt sich ebenfalls in einer Nordnordwest-Südsüdost-Richtung und liegt rund 970 m entfernt. Die dritte Insel in diesem Teil des Sees ist Pigeon Island/Wāwāhi Waka. Sie liegt rund 1,25 km in nordnordöstlicher Richtung.